# サンジーヴ・スィンハ
SBIグループ、SBI証券執行役員、AIとデータに基づく金融業界内外（証券、AM、ロボアド・資産形成、保険、銀行、消費者金融、暗号資産、カードなど）統合化に勤務。

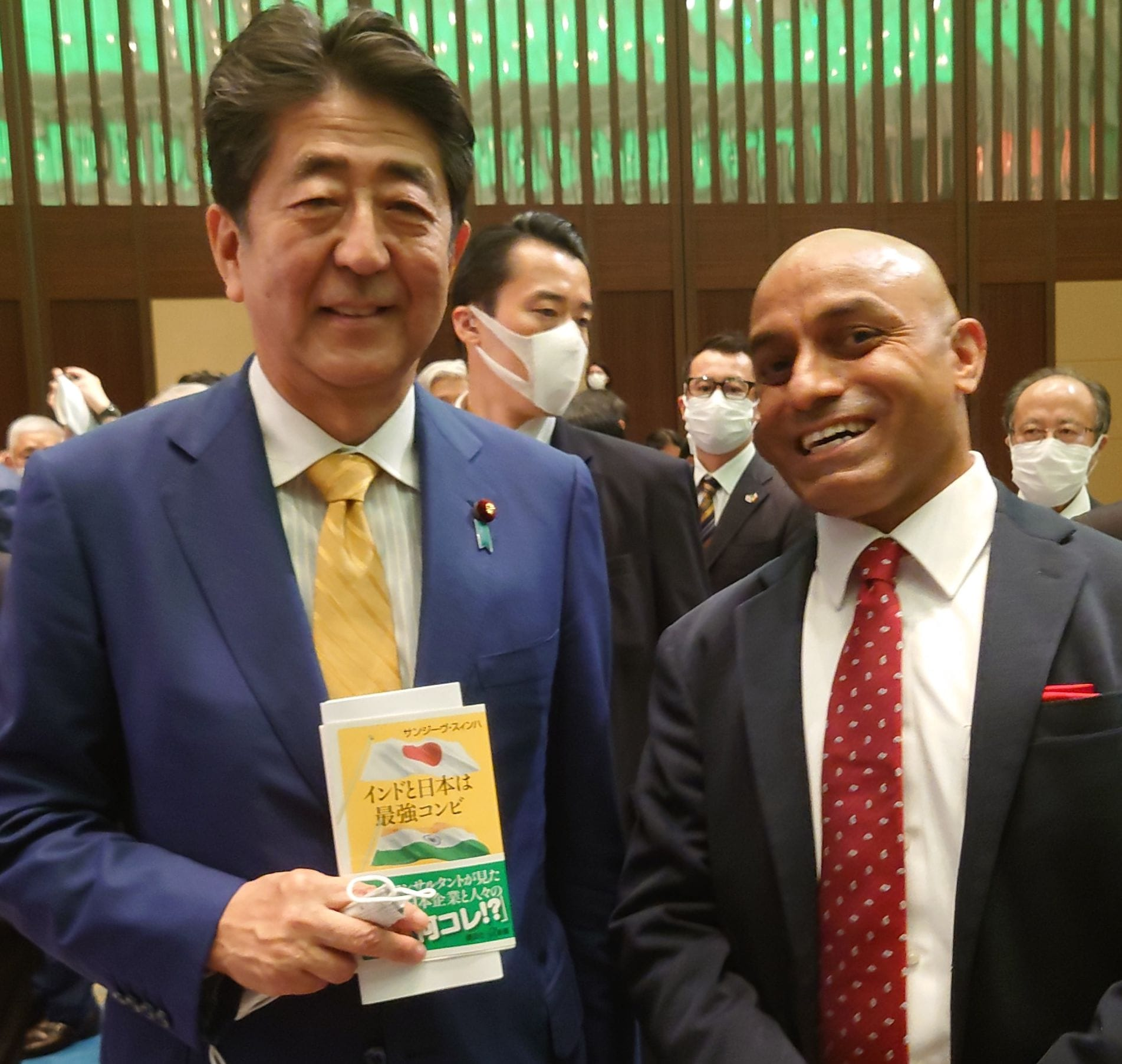
スィンハ・サンジーヴ氏と安倍晋三元首相がスィンハの著書を推奨

インド最高大学IIT卒業（計算物理学）、AI研究開発のため来日、時価数兆円の自動運転AI社Mobileyeの技術と設立に貢献。
応用金融修士号、米コロンビア大、ハーバード大学で金融や経営を学び、ゴールドマン・サックス証券、みずほ証券次長、UBSグループ(証券・銀行・WM兼務）新規事業担当、TATA投信・不動産PE日本代表、を経て米欧日印の保活的事業を渡る金融業界に経営とAI・機械学習・DLT・STOコンサルを提供、デリバティブ・証券取引係金融工学・AI新規事業開発に勤務。
東京大学、京都大学、慶應、早稲田、九州大学特別講師。米ロックフェラー系 Asia Society 日本支部共同創設者、総務省AI委員会構成員、在日インド商工会議所金融業界担当理事、金融AIフォーラム代表、国際リスク管理協会（GARP)日本代表、IIT同窓会日本創設者・代表、NHK、WBS、カンブリア宮殿など出演、日経新聞出版、講談社と中国、台湾などから著書6冊を出版、発起人には岸田総理大臣や大学学長、上場企業社長などを含む。

## 来歴
SBIグループ-SBI証券執行役員、金融AI・Fintech・事業統合化専門家 。インド最高学府IIT卒業、応用金融修士号、米コロンビア大（金融工学）、ハーバード大学金融リーダーシップ、FRM（金融リスク管理）取得。AI研究開発のため来日後、ゴールドマンサックスなど米欧日印の保活的事業を渡る金融機関に金融AI・ビッグデータ・Fintechに基づく事業統合化に勤務。ロックフェラー系Asia Society日本支部共同創設者、国際架け橋など多様なボランティア活動とカンブリア宮殿などメディア出演多数。著書6冊を出版。

## 経歴

### 学歴
- 1995年：インド工科大学（Indian Institute of Technology, IIT）物理学統合学士と修士卒
- 2000年：米コランビア大学金融工学卒
- 2002年：豪マッコーリー大学卒応用金融学修士卒
- 2022年：ハーバード大学金融リーダーシップ卒

### 職歴
- 1996年 - 株式会社ゲンテック(現AI自動運転会社MobilEye創設社) 人工知能研究開発
- 1998年 - ゴールドマン・サックス証券 ビジネスアナリスト
- 2001年 - みずほ証券 業務開発グループ次長
- 2005年 - UBSグループ（証券・AM・銀行・WM) 新規事業部ディレクター
- 2008年 - TATA・アセット・マネージメント（投信）、TATA・リアルティ・アンド・インフラ（PEファンド)日本代表
- 2020年 - SBIグループ・SBI証券執行役員、AIとデータに基づく金融業界内外（証券、AM、ロボアド・資産形成、保険、銀行、消費者金融、暗号資産、カードなど）統合化。

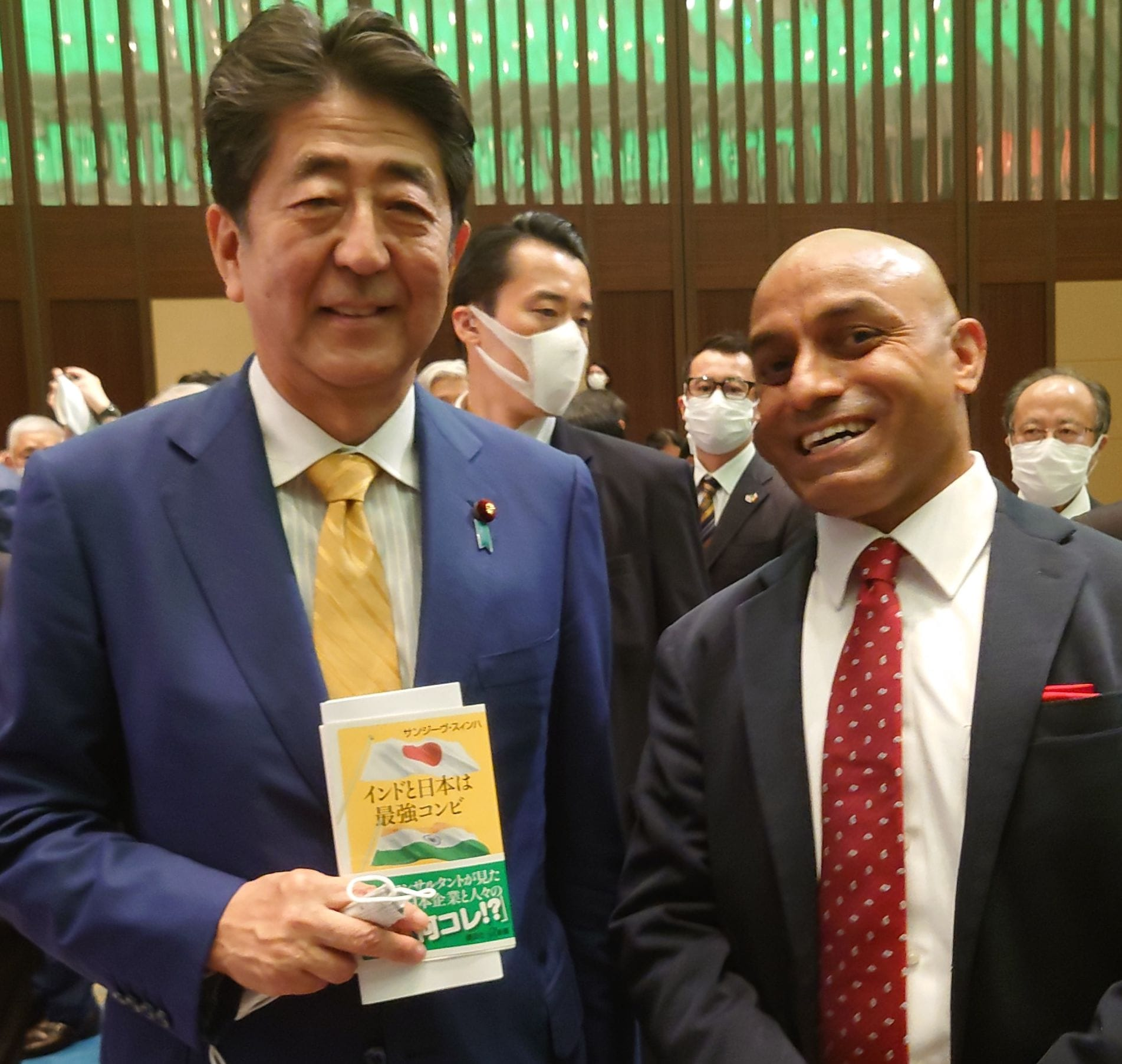
スィンハ・サンジーヴ氏と安倍晋三元首相がスィンハ・サンジーヴ氏の著書を推奨

## 著作
- すごいインド（2014年9月16日、新潮社・新潮新書、ISBN 9784106105852）
- インドと日本は最強コンビ（2016年1月21日、講談社・講談社+α新書、ISBN 9784062729222）
- すごいインドビジネス（2016年8月1日、日経新聞出版、ISBN 9784532263157）
- 『最強のビジネスは「インド式」に学べ!』（2016年8月1日、秀和システム、ISBN 978-4-7980-4741-6）
- 印度如何培養出這麼多全球化人才？ 從日常生活、教育、政治看見印度的競爭力 すごいインド、なぜグローバル人材が輩出するのか（台湾、2019年7月3日、出版社:真文化、譯者:葉廷昭）
- 印度竞争力:全球化人才是如何培养的（出版社：浙江人民出版社. ISBN：9787213102103. 出版年：2021. 作者：桑杰夫·辛哈. 学科：文化、科学、教育、体育）（中国本土）

## メディア出演
日本経済新聞、朝日新聞でコラムニストを務め、テレビ東京「カンブリア宮殿」（2010年6月7日『200回スペシャル第2弾 日本は生き残れるのか？』）、NHK、テレビ東京「ワールドビジネスサテライト」、フジテレビなどに出演、日刊工業新聞、読売新聞、週刊ダイヤモンド、週刊東洋経済、ジャパンタイムズ、一橋ビジネスレビュー：マネジメント・フォーラム、経済同友会、経団連、日本商工会議所などにて講演、インタビューを受けたほか、記事が掲載された。

### 公式ウェブサイト
- ホームページ　http://www.SanjeevSinha.com
- リンクイン:　https://www.linkedin.com/in/sanjeevsinha/
- グーグル（名前で検索）
- サンジーヴ・スィンハ (Sanjeev Sinha)　https://g.co/kgs/VhmiJC https://www.google.com/search?q=%E3%82%B9%E3%82%A3%E3%83%B3%E3%83%8F+%E3%82%B5%E3%83%B3%E3%82%B8%E3%83%BC%E3%83%B4
- YouTube https://www.youtube.com/c/SanjeevSinhaJapan

### 外部ウェブサイト

#### YouTube
- 【CafeSta】日本・インド間のパートナーシップ構築について語る　ゲスト：サンジーヴ・スィンハ氏　司会：竹本直一衆議院議員 （2016.5.26） - YouTube
On Japan's Ruling Party LDP's Online TV with Member of Parliament Hon. Mr. Takemoto Naokazu
立命館アジア太平洋大学でサンジーヴの講演会 Sanjeev's speech on the role of foreign students in Japan at Ritsumeikan Asia Pacific University